# Tadeusz Marchlewski
Tadeusz Wiktor Marchlewski (ur. 14 października 1892 w Poznaniu, zm. 15 marca 1967 w Gdyni) – polski przedsiębiorca, kupiec, działacz niepodległościowy i społeczny, poseł na Sejm IV kadencji w II Rzeczypospolitej.

## Życiorys

### Wykształcenie i praktyki
W 1907 roku ukończył Gimnazjum Marii Magdaleny w Poznaniu, studiował 2 lata w szkole handlowej w Grudziądzu i rok w Wyższej Szkole Handlowej w Berlinie (Freie Handels-Hochschule). Ponadto przeszedł szkołę tłumaczy w Berlinie (Dolmetscherschule, języki: rosyjski i francuski) w marcu 1917 roku oraz wojskową szkołę urzędników służby informacyjnej w 1918 roku (obie w czasie służby w armii niemieckiej).
Po studiach odbył praktykę kupiecką w domach handlowych w Berlinie (gdzie pracował jako kierownik oddziału w Towarzystwie Akcyjnym C&G Mueller) i Hamburgu oraz w Hurtowni Kolonialnej „Marchlewski-Zawacki” w Grudziądzu. Od stycznia 1919 roku był jej kierownikiem (hurtownia funkcjonowała od 1920 roku pod nazwą Pomorska Hurtownia Kolonialna z filią w Gdańsku), od listopada 1919 roku firma przeszła na jego własność. Należał do Towarzystwa Przemysłowców Polskich w Grudziądzu (w kadencji 1912–1913 był sekretarzem zarządu).

### I wojna światowa
W czasie I wojny światowej służył w armii niemieckiej (został powołany do wojska 7 grudnia 1914 roku) jako tłumacz z języka rosyjskiego przy formacji okupacyjnej w Opatówku, następnie tłumacz przy paru sztabach (5 Dywizja, II Korpus), a po egzaminie na tłumacza wojskowego jako tłumacz w żandarmerii polowej 10. Armii niemieckiej (stacjonującej w Wilnie i Mińsku Litewskim). W lipcu 1918 roku został awansowany na podoficera, a 3 września tego roku otrzymał etat urzędniczy zastępcy oficera w oddziale informacyjnym sztabu, 12 grudnia 1918 roku został zwolniony do rezerwy.

### Działalność niepodległościowa
Przed I wojną światową był współzałożycielem tajnego koła młodzieży handlowej w Grudziądzu. W czasie pobytu w Berlinie był członkiem zarządu i prezesem komisji oświatowej towarzystwa młodzieży handlowej.
Podczas służby wojskowej działał jako informator Komitetu Narodowego Polskiego za pośrednictwem „Kuriera Poznańskiego”, utrzymywał również kontakt z Radą Polską Ziemi Mińskiej, POW oraz delegaturą I Korpusu Polskiego.
W 1918 roku wrócił do Grudziądza. W czasie powstania wielkopolskiego uczestniczył w obronie poznańskiego Hotelu Bazar.
W 1920 roku był dowódcą batalionu Straży Ludowej. W czasie wojny polsko-bolszewickiej w 1920 roku walczył w 64 Grudziądzkim Pułku Piechoty w stopniu podporucznika.

### Dwudziestolecie międzywojenne
Obok pracy w Hurtowni Kolonialnej „Marchlewski-Zawacki” pełnił wiele funkcji społecznych, był m.in. członkiem Związku Oficerów Rezerwy, współtwórcą (od listopada 1919 roku) i prezesem Towarzystwa Kupców Samodzielnych w Grudziądzu, założycielem i wieloletnim prezesem Związku Towarzystw Kupieckich na Pomorzu, współtwórcą i wiceprezesem Naczelnej Rady Zrzeszeń Kupiectwa Polskiego w Warszawie, od 1919 roku wiceprezesem Izby Przemysłowo-Handlowej w Gdyni (w 1920 roku mianowanym przez Ministra byłej Dzielnicy Pruskiej przedstawicielem Pomorza w Radzie Przemysłowo-Handlowej przy Ministrze), od 1923 roku – patronem Spółdzielczego Banku Związku Towarzystw Kupieckich na Pomorzu, wiceprezesem Izby Przemysłowo-Handlowej w Grudziądzu.
Od 1934 roku mieszkał w Gdyni. Był współorganizatorem przedsiębiorstw handlu zagranicznego: „Hakol”, „Banan-Import” i „Brithol”.
Organizował i był członkiem Związku Ludowo-Narodowego na Pomorzu, następnie był związany z BBWR. W latach 1929–1931 był członkiem kolegium redakcyjnego „Pomorza i Gdyni”.
W wyborach parlamentarnych w 1935 roku został wybrany posłem na Sejm IV kadencji 13 983 głosami z listy BBWR z okręgu nr 102, obejmującego powiaty: grudziądzki, grudziądzki – miejski, brodnicki, lubawski i działdowski. W kadencji tej pracował w komisjach: przemysłowo-handlowej, skarbowej (1937–1938) i spraw zagranicznych (1937–1938). W marcu 1936 roku był wybrany do specjalnej komisji budowlanej, a w czerwcu 1938 roku – do specjalnej komisji do spraw aprowizacji.
W V kadencji Senatu był zastępcą senatora z województwa pomorskiego.
W czasie II wojny światowej pracował jako przewodniczący zarządu Hurtowni Kupców Polskich w Krakowie. Po wojnie od 1945 roku pełnił funkcje: wicedyrektora Izby Przemysłowo-Handlowej w Gdyni, prezesa Związku Zrzeszeń Kupieckich na województwo bydgoskie i gdańskie, wiceprezesem Naczelnej Rady Zrzeszeń Kupiectwa Polskiego w Warszawie, oraz (do śmierci) prezesem Wojewódzkiego Związku Zrzeszeń Prywatnego Handlu i Usług w Gdańsku.

## Ordery i odznaczenia
- Krzyż Oficerski Orderu Odrodzenia Polski (11 listopada 1937)[3]
- Złoty Krzyż Zasługi (24 lutego 1928)[4]

## Życie rodzinne

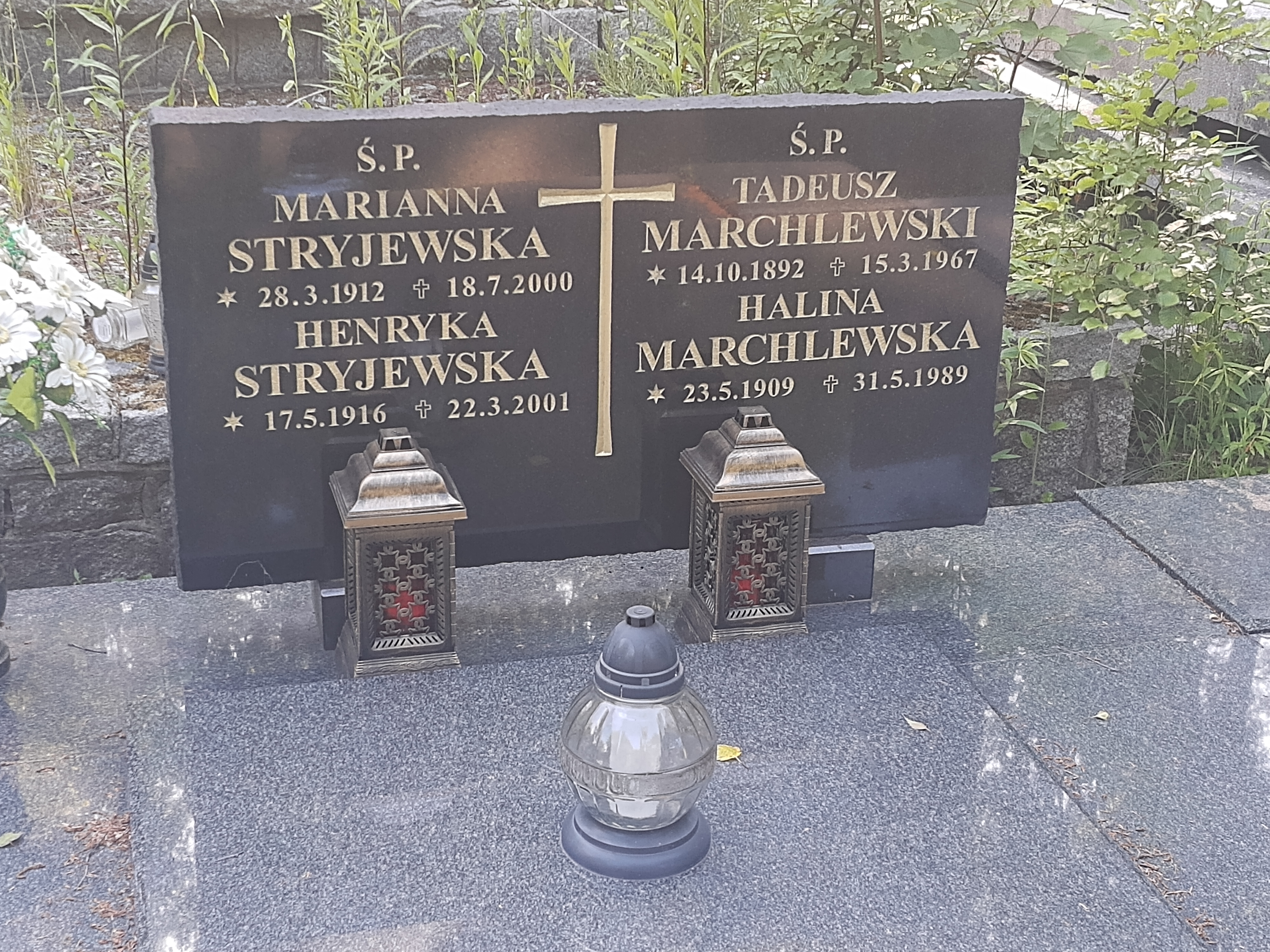
Grób Tadeusza Marchlewskiego na cmentarzu Witomińskim

Był synem Leonarda (kupca) i Wandy z d. Boye. Miał 4 braci i 2 siostry:
- Bolesława (1884–1922) – działacza Narodowej Demokracji, członka NRL w czasie powstania wielkopolskiego, publicystę, redaktora „Kuriera Poznańskiego”
- Mieczysława (1885–1956) – prawnika, dyplomatę, Konsula Generalnego Rzeczypospolitej Polskiej w Nowym Jorku, w Wenezueli i w Meksyku, filistra honorowego Wisły
- Jana Czesława (1884–1916) – kupca w Grudziądzu
- Henryka Bronisława (1895–?) – bankiera
- Annę (1889–1939) – działaczkę niepodległościową, żonę Alfreda Dziedziula – inżyniera i działacza gospodarczego
- Antoniną Bronisławę (1891–1892).

Ożenił się z Zofią Grodzką, z którą mieli córkę Izabelę zamężną Krawczyk, która była pracowniczką Instytutu Ekologii PAN w Warszawie. Stryjem (bratem Leonarda) Tadeusza był Wiktor Marchlewski (1843–1920) – kupiec, działacz narodowy, gospodarczy i oświatowy. Bratem stryjecznym Tadeusza (synem brata ojca, Józefa) był Julian Marchlewski (1866–1925) – komunista; drugim bratem stryjecznym (bratem Juliana) był Leon Marchlewski (1869–1946) – profesor chemii, rektor Uniwersytetu Jagiellońskiego (1926–1928), senator II i III kadencji w II Rzeczypospolitej.
Został pochowany na cmentarzu Witomińskim (kwatera 59-36-13) w jednym grobie z drugą żoną Haliną Marchlewską, z którą mieszkał w Gdyni.